# Leuchtturm Cabo Mondego

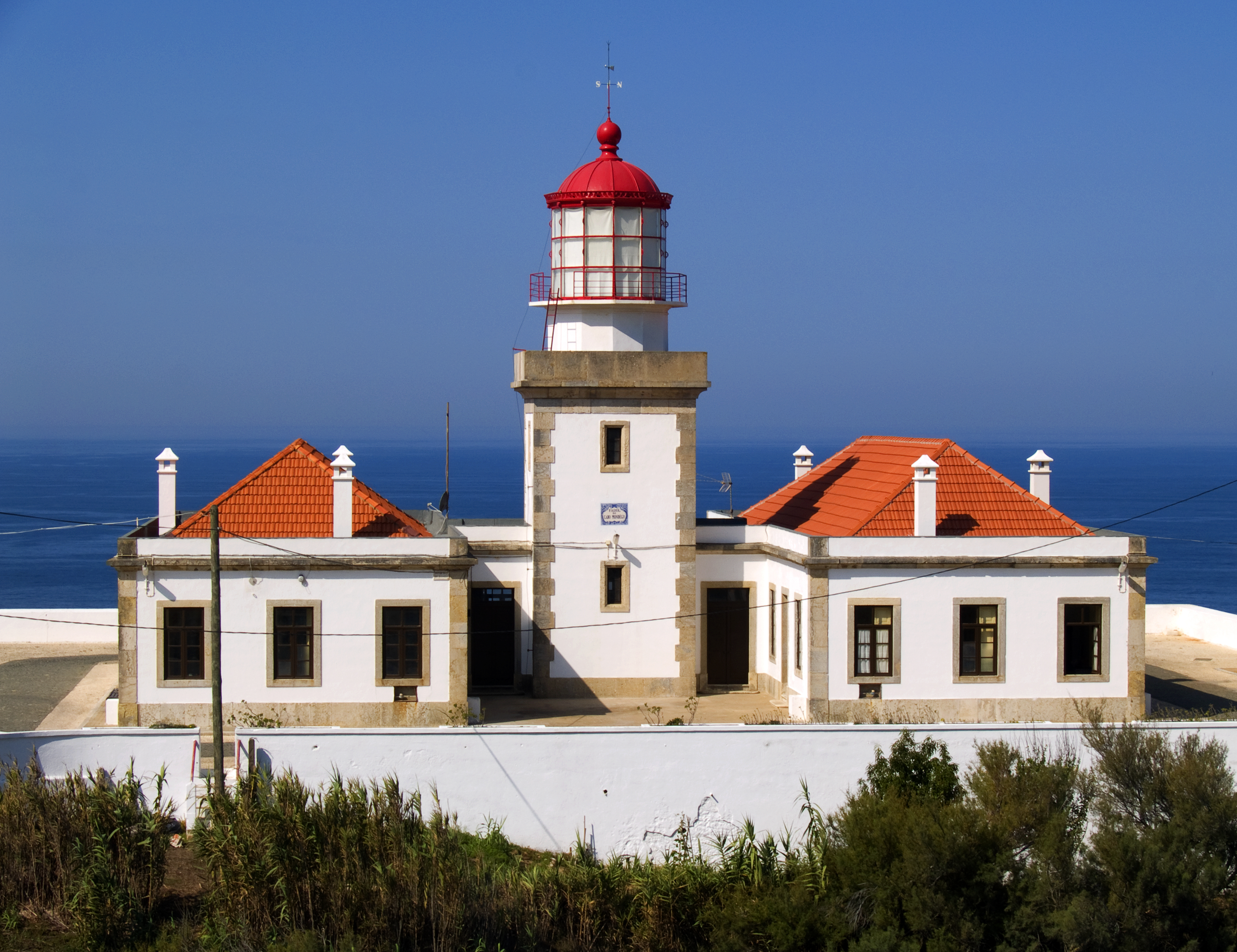
Der Leuchtturm am Cabo Mondego

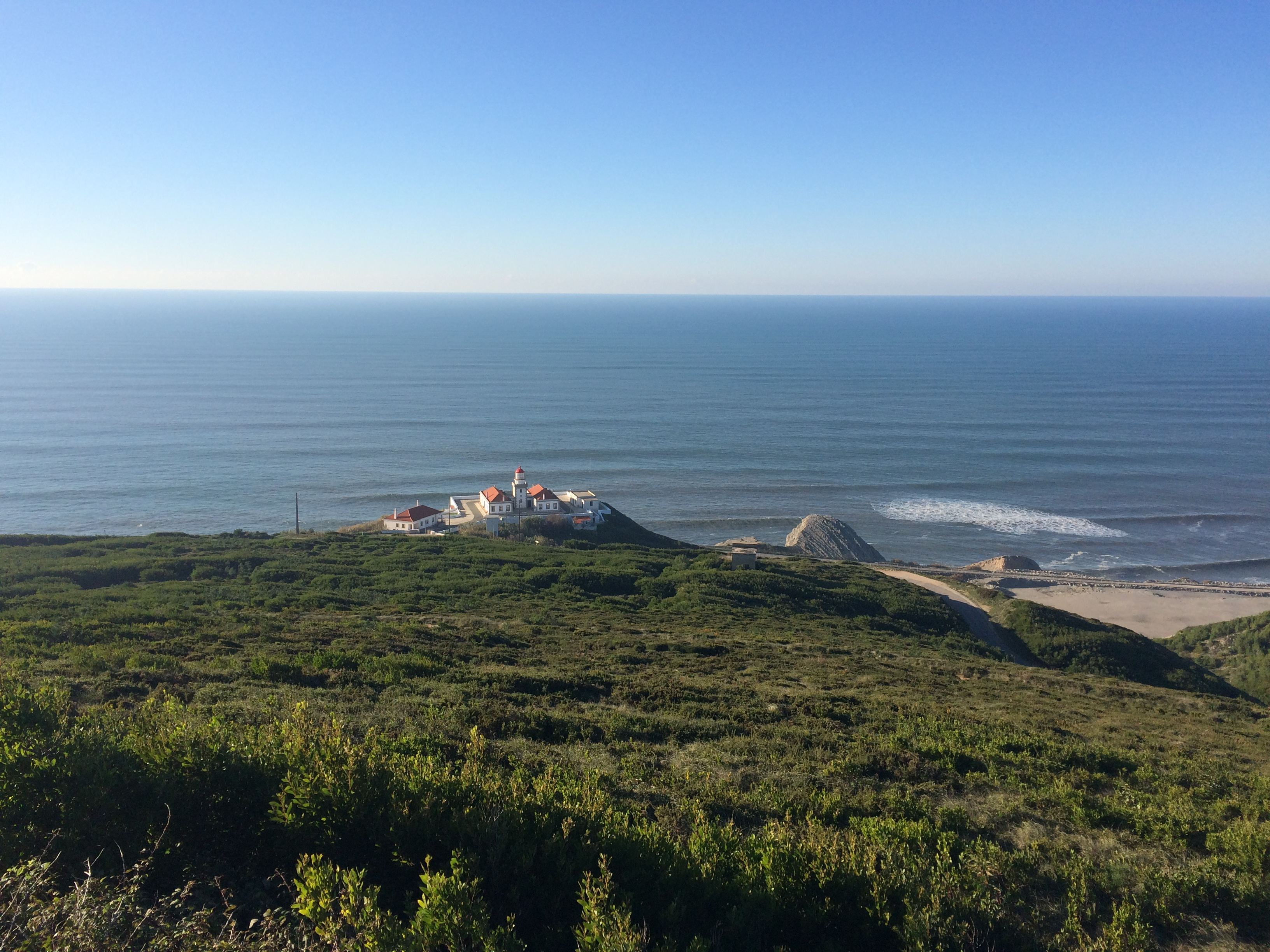
Der Leuchtturm und seine Umgebung am Cabo Mondego

Der Leuchtturm Cabo Mondego (portugiesisch: Farol do Cabo Mondego, auch Farol de Buarcos) befindet sich am Cabo Mondego im Landkreis (Concelho) von Figueira da Foz in Portugal. Er steht seit 1922 auf dem erhöhten Kap 5,5 Kilometer nördlich der Mündung des Mondegos in Figueira da Foz, in der Gemeinde (Freguesia) von Buarcos (seit 2015 Buarcos e São Julião).
Der Turm ist 15 Meter hoch. Seine Feuerhöhe beträgt 98 Meter. Sein Lichtkegel reicht 28 Seemeilen, also rund 51,5 Kilometer über den Atlantik.

## Geschichte
Ein erster Regierungsbeschluss zum Bau eines Leuchtturms am Cabo Mondego wurde am 8. August 1835 erlassen, am 21. April 1836 erfolgte der konkrete Auftrag des Ministeriums. In den anhaltenden Politikwechseln nach dem Miguelistenkrieg (Bürgerkrieg seit 1834 in Folge der Liberalen Revolution ab 1821) wurde der Bau nicht durchgeführt.
Eine erste Anlage wurde 1858 fertiggestellt, der eigentliche Leuchtturm wurde bereits 1857 in Betrieb genommen.
Der heutige Leuchtturm ist ein am 20. November 1922 eröffneter größerer Neubau, der seit 1917 in unmittelbarer Nähe zum alten Leuchtturm errichtet wurde. Der alte Leuchtturm samt bebautem Gelände wurde der Minengesellschaft, die am Cabo Mondego damals Kohle abbaute, zum Abriss und zur Nutzung überlassen. Im Tausch trat die Gesellschaft dieses Gelände ab, das die wissenschaftliche Kommission des damaligen Marineministeriums als geeigneter für einen Leuchtturm ausgewiesen hatte.
1941 wurde der Leuchtturm elektrifiziert, mit lokaler Stromerzeugung, und 1947 an das öffentliche Stromnetz angeschlossen.
Nach einigen Modernisierungen wurde der Leuchtturm 1988 automatisiert. Im Jahr 2000 wurde ein neuer Automat installiert.
Seit 2004 steht die Anlage als IM - Imóvel de Interesse Municipal unter Denkmalschutz.